# Centrale nucleare di Sanming
La centrale nucleare di Sanming è una futura centrale nucleare cinese situata vicino alla città di Sanming, nella provincia di Fujian. La centrale sarà equipaggiata con 4 reattori BN800.
Al momento il suo status è incerto.